# Bruno Roux
 (décembre 2018).
Si vous disposez d'ouvrages ou d'articles de référence ou si vous connaissez des sites web de qualité traitant du thème abordé ici, merci de compléter l'article en donnant les références utiles à sa vérifiabilité et en les liant à la section « Notes et références ».
Bruno Roux, né le 1er juillet 1963 à Noyon est un footballeur français. Il évoluait au poste d'attaquant. Il est actuellement entraîneur de l'US Ribécourt. Son fils Nolan Roux est également devenu footballeur professionnel. 

## Joueur
Natif de l'Oise, Roux arrive à l'AS Beauvais en 1983 après avoir joué en division d'honneur à Ribécourt, le jeune joueur débute avec le statut amateur, travaillant à la DDE (Direction Départementale de l'Equipement) où il fait chauffer du goudron à 160 °C avant de le déverser dans des camions. Ses journées sont terribles : il se lève à 5 heures du matin, travaille de 6 h 0 à 8 h 30, s'entraîne et repart travailler quatre heures dans l'après-midi ! Le football va mettre un terme à ce rythme fou, Roux flambe à l'AS Beauvais, inscrit 16 buts et devient le seul joueur de D2 de l'équipe de France olympique, qui sera éliminée par la Suède en 1986.
Le PSG et Gérard Houllier ne restent pas insensibles au talent de jeune joueur (24 ans alors) et le recrutent en qualité de stagiaire. Après un début de saison réussi et une place de titulaire à la pointe de l’attaque aux côtés de Jules Bocandé, Roux va payer son inefficacité et se retrouve rapidement sur le banc des remplaçants lors d’une saison délicate, où Paris va lutter jusqu’au bout pour sa survie en D1. Son but inscrit de la tête en fin de match au Parc des Princes face à Auxerre (1-1, 35e journée, 14-05-1988) a le mérite de maintenir l’espoir dans le camp parisien, qui va finalement se sauver en remportant ses trois derniers matches de la saison. Déçu par cette première expérience au plus haut niveau, Roux accepte un prêt à Rouen (D2), puis rejoint Le Havre AC (1989-1993). En 1993-1994, il aide le Stade rennais à remonter dans l'élite, puis part pour Châteauroux (1994-1996), suit six mois au Red Star puis retourne terminer sa carrière à Beauvais (décembre 1996-juin 1999) où il ne peut empêcher la descente en National lors de sa dernière saison.

## Entraîneur
En mars 2002, après deux sessions de stage et une semaine d'examens, il est admis au certificat de formateur de football (CFF). Nommé entraîneur adjoint puis des moins de 17 ans à Caen, il décide alors de revenir à Beauvais pour prendre en main le centre de formation, puis l'équipe première en 2004. 
En 2006, il parvient à faire remonter le club de l'Oise en National, en étant la première équipe à dépasser les 100 points à ce niveau de compétition.
Limogé en mars 2008, il reste dans le département pour entraîner l'AFC Compiègne en CFA et rate de peu la montée en National en 2009. Les deux saisons suivantes sont plus difficiles, et l'aventure se termine par un limogeage au début 2011.
Après de longs mois sans activité, il répond favorablement au printemps 2013 à l'offre de l'USM Senlis qui évolue en DH et qui ambitionne la montée en CFA 2 dans les deux ans.
Finalement le club accède à l'échelon au-dessus en 2016.

## Reconversion
En plus de son poste d'entraîneur à l'USM Senlis, Bruno et son fils Nolan investissent dans un bassin de pêche baptisé "Natura Carpe" aux confins des départements de l'Oise et de l'Aisne.

## Palmarès

### En tant qu'entraîneur
- Champion de (CFA) en 2006 avec AS Beauvais.

## Récompenses et distinction
- Meilleur buteur de la Coupe de France en 1994-1995